# Edorexia
La edorexia es un trastorno alimentario que se pone de manifiesto mediante la ingesta desproporcionada de alimento. Edo y orexis (que significan "comer" y "apetito" respectivamente) vienen a formar la expresión cuyo significado es "comer por apetito" distinguiendo el apetito funcional o “sano” del apetito disfuncional o “patológico”.
La edorexia representa los hábitos alimentarios, estilos de vida y psicológicos que desencadenan el desequilibrio energético que provoca la obesidad.
López Morales y Garcés de los Fayos enumeran los factores que producen un desequilibrio energético como: 
- Aporte Calórico
- Gasto energético
- Homeostasis energética
- Vulnerabilidad genética.

Este modelo, considera la obesidad como un estado corporal cuya característica principal es la acumulación de grasa, ocasionada por un desequilibrio energético entre diversos factores, como el aporte calórico y gasto energético, mediante la influencia de la homeostasis energética y la vulnerabilidad genética. 
Aunque este desequilibrio energético en raras ocasiones es debido a causas endógenas, puede desencadenar una serie de consecuencias provocando una obesidad. Sin embargo, la mayoría de las ocasiones la obesidad es el resultado de los hábitos adquiridos y serán esto la clave principal para mantener o romper el equilibrio antes mencionado.
Por lo que los hábitos de las personas representan el último eslabón y son los responsables de desencadenar la obesidad. Sin embargo, el organismo está capacitado para establecer estrategias que permitan mantener el equilibrio; se desarrollan modificaciones metabólicas y conductuales para alcanzarlo en el caso del exceso en la ingesta. Además se conoce la amplia etiología de la alteración en la homeostasis energética en la cual, el estrés, el aprendizaje y otros factores psicológicos constituyen parte de la misma, es decir, el estrés y otros aspectos psicológicos pueden alterar al mecanismo regulador pudiendo provocar alteraciones metabólicos y conductuales (como la ingesta excesiva de alimentos).

## Edorexia en deportistas
Aunque en la mayoría de los casos, este síndrome se relaciona con la obesidad. Hay que destacar la relación del deporte con la alimentación; en concreto, la alimentación depende del deporte para compensar la ingesta calórica, y a su vez, el deporte depende del tipo de alimentación para alcanzar el máximo rendimiento. 
Por lo que, la dieta de un deportista es fundamental. Entonces ¿Por qué razón muchos deportistas le cuesta iniciar una alimentación más adecuada? ¿Por qué los deportistas cuando dejan de practicar deporte engordan?  Las causas de las dificultades para dejar de comer alimentos que no son recomendables para nuestra actividad física o dejar de comer una cantidad excesiva cuando ya no realizamos actividad física, se encuentra en el Síndrome de Edorexia.
Generalmente, conocemos como el deporte provoca una demanda energética que la alimentación soporta.  Sin embargo, el organismo se acostumbra a esa cantidad de comida, es decir, el organismo normaliza esa conducta; provocando una necesidad psicológica (dependencia).
Aunque el organismo no requiera de una ingesta excesiva porque no existen necesidades físicas al no practicar deporte, el organismo sigue teniendo las necesidades psicológicas. Como conclusión, es una ingesta excesiva según las demandas “reales” que el cuerpo necesita y como son superior al gasto energético, hay mucha posibilidad de engordar. De una forma similar, nos cuesta cambiar los hábitos alimentarios al empezar una dieta; en el caso de los deportistas, la dificultad de mantener la dieta deportiva para su máximo rendimiento.
El Síndrome de Edorexia no solo se resume en la adicción a la comida, también incluye otros factores como por ejemplo, la realización de deporte por miedo a engordar. Sin embargo, si queda una cosa clara: cuando la alimentación provoca dificultades personales, sociales, laborales o deportivas en una persona y tiene dificultades para cambiar esos hábitos, nos encontramos con un posible problema, tenga o no un exceso de peso, denominado Síndrome de Edorexia.